# Jean-Daniel Cadinot
Jean-Daniel Cadinot, né le 10 février 1944 à Paris 17e et mort le 23 avril 2008 à Salouël, est un photographe, réalisateur, scénariste et producteur français de films pornographiques gays. À partir des années 1980, il devient pionnier dans la réalisation de films érotico-pornographiques gays en France.

## Biographie

### Jeunesse
Jean-Daniel Cadinot né en 1944 à Paris, au pied de la colline de Montmartre dans le quartier des Batignolles. Ses parents étaient tailleurs. En référence au métier de ses parents, Cadinot note avec ironie qu'alors que ses parents habillaient les hommes, il a gagné une réputation en les déshabillant.
Cadinot découvre son homosexualité à l'âge de douze ans. Au début des années 1960, il étudie à l'École nationale supérieure de la photographie. Il  commence sa carrière professionnelle aux studios de Valois, où il dirige des films pédagogiques et traditionnels pour les assistants de langue française.

### Photographe
Jean-Daniel Cadinot commence sa carrière de photographe à 19 ans. Il fait connaître son talent de photographe avec ses portraits d'artistes comme Zizi Jeanmaire puis de nus d'auteurs (Yves Navarre) et de chanteurs (Patrick Juvet et Pascal Auriat). Il étend sa renommée en éditant des albums de photographies nues et homoérotiques ; avant 1980, il édite dix-sept albums de photos vendus à plus de 250 000 exemplaires dans le monde entier. L’œuvre photographique de Cadinot est variée mettant en valeur le nu masculin et la culture gay. En octobre 2023, les éditions Hors-Champ proposent un ouvrage de plus d'une centaine de photographies en noir et blanc et couleurs prises par Jean-Daniel Cadinot entre 1970 et 2005. Le projet éditorial est conçu autour d'une notice biographique bilingue (français-anglais), également illustrée de documents d'archives familiales.

### Réalisateur
À partir de 1980, il produit des films érotiques ou pornographiques gays. Cadinot réalise son premier film, Tendres Adolescents, sous son propre label : French Art (l'Art français). Il réalise ensuite, sous ce label, des dizaines de films en 16 mm. Ses réalisations développent en général des thèmes spécifiques, tels qu'une excursion de garçons scouts, la vie dans un internat ou un voyage à Venise. Souvent ces thèmes sont adaptés d'expériences autobiographiques, particulièrement de sa jeunesse. Les premières productions de Cadinot entremêlent souvent des scènes de sensualité adolescente avec des scènes plus hardcore.
Les films de Cadinot sont caractérisés par un éclairage de qualité et une approche souvent légère et facétieuse de la sexualité gay. Il y a généralement une histoire et un dialogue, bien qu'assez minimalistes ; ce sont souvent des rencontres occasionnelles qui conduisent les protagonistes aux plaisirs intimes. Cependant certains estiment que les derniers films de Cadinot sont plus conventionnels et se distinguent moins nettement des productions américaines ou est-européennes. Les scènes de sexe y prendraient souvent la place majeure au détriment de la situation dramatique et de la description des caractères et du milieu.

### Caractéristiques de ses films
Les éléments caractéristiques de ses films sont souvent des garçons jeunes et minces. Certaines scènes de rapport sexuel anal sont typiquement filmées en contre-plongée,  le partenaire passif ayant une jambe levée, de sorte que la pénétration puisse être clairement vue. On trouve occasionnellement des scènes simulant des relations sexuelles non consenties.
Alors qu'aux États-Unis les films gays où les protagonistes proviennent de différents groupes ethniques reçoivent la mention « interracial », Cadinot a toujours utilisé dans ses films des jeunes gens d'Afrique ou des pays d'Afrique du Nord sans en faire mention. On notera même que dans ses derniers films il n'y a presque plus que des garçons tunisiens.
Les films de Cadinot ont reçu plusieurs récompenses internationales et ils sont classés parmi les meilleurs du genre. Dans la version britannique de Queer as Folk, un personnage principal déclare à propos des films de Cadinot qu'« ils font partie des meilleurs films gay érotiques ».

### Mort
Il meurt à l'âge de 64 ans le 23 avril 2008 à Salouël, des suites d'une crise cardiaque

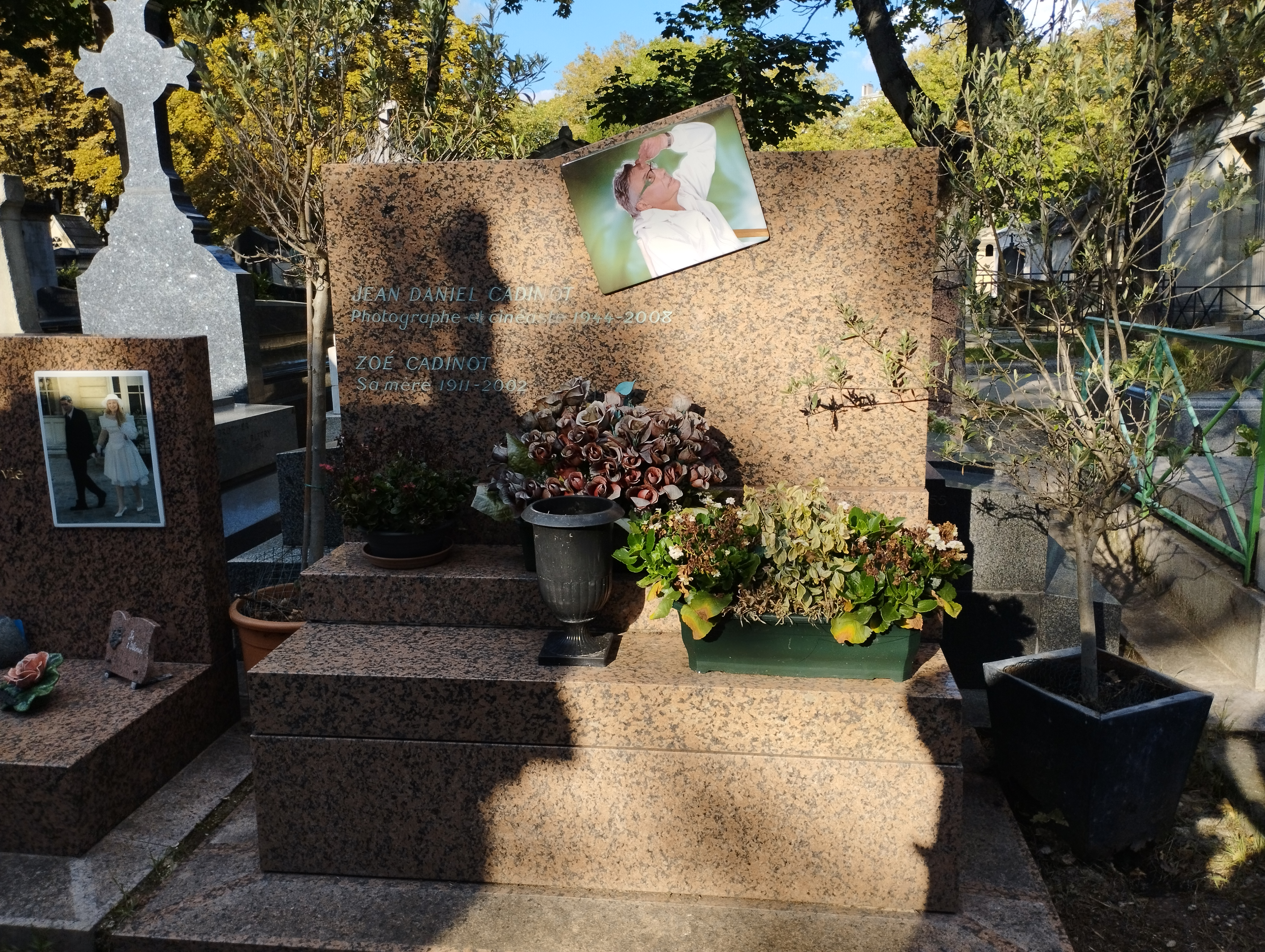
Tombe de Jean-Daniel Cadinot au cimetière de Montmartre (division 30).

Il est inhumé au cimetière de Montmartre (division 30).

## Filmographie
| 1980 - Tendres Adolescents (23:00) - Stop - Hommes de chantier 1981 - Garçons de rêves - Les hommes préfèrent les hommes - Scouts (1:35:00) 1982 - Aime... comme minet (55:00) - Garçons de plage 1983 - Sacré Collège (58:20) - Âge tendre et Sexes droits - Charmants Cousins 1984 - Harem - Le Jeu de pistes - Les Minets sauvages (1:15:00) - Stop Surprise 1985 - Classe de neige (1:17:26) - Top Models 1986 - Le Voyage à Venise (1:32:00) - L'Amour jaloux - Le Garçon près de la piscine - Sous le signe de l'étalon | 1987 - Chaleurs - Deuxième sous-sol - Escalier de service 1988 - Pension complète (1:41:00) - Séance particulière 1989 - La Main au feu - Crash toujours - Le Désir en ballade (1:45:00) 1990 - Le Coursier - Service actif 1991 - Service actif II 1992 - Gamins de Paris (1:35:00) - La Maison bleue 1993 - Tequila - Corps d'élite - L'Expérience inédite 1994 - Maurice et les Garçons - Les Minets de l'info - Musée Hom - Paradisio inferno | 1995 - Garçons d'étage 1996 - Pressbook - Coup de soleil - Désirs volés - Garçons d'étage II 1997 - L'Insatiable - Techno Boys 1998 - État d'urgence - Macadam - Sortie de secours 1999 - Squat - Safari City - S.O.S. 2000 - C'est la vie - Double en jeu - Sans limite 2002 - Cours privés - Mon ami, mes amants 2003 - Crescendo | 2004 - Secrets de famille - Hammam 2005 - Nomades (Bazaar Hotel) - Plaisirs d'Orient] 2006 - Les Portes du désir - Princes pervers 2007 - Tentations de Sodome - Parfums érotiques - Trésors secrets 2008 - Duos de choc - Subversion 2009 - Anges et Démons |

## Distinctions
- GayVN Award 1989  : Meilleur réalisateur pour Le Désir en ballade
- Venus Awards 1997 : Meilleur réalisateur gay[11]
- GayVN Award 2000 : Hall of Fame[12]
- Venus Awards 2001 : Meilleur film gay - International pour C'est la vie
- Venus Awards 2003 : Meilleur réalisateur de films gay - International

## Documentaire
- Olivia Ciappa, Le Mystère Cadinot, Catharsis Productions, Pink TV, 2005[13]